# Niepodległość Australii
Niepodległość Australii – kwestia budząca znaczne różnice poglądów wśród badaczy i autorów publikacji na temat historii tego kraju. Wymienianych jest wiele różnych dat, od 1901 aż do 1986. Różnice te wynikają z różnego sposobu interpretacji pojęć takich jak niepodległość i suwerenność, na przykład według oficjalnej strony rządowej Australia stała się niezależnym krajem 1 stycznia 1901, ale oficjalny raport Constitutional Commission z 1988 twierdzi, że Australia stała się niezależnym państwem „pomiędzy 1926 a końcem II wojny światowej”.

## Powstanie federacji
Dnia 1 stycznia 1901 weszła w życie konstytucja Związku Australijskiego, na mocy której sześć dotychczasowych kolonii brytyjskich (Nowa Południowa Walia, Wiktoria, Queensland, Australia Południowa, Australia Zachodnia, Tasmania) łączyło się w jeden organizm polityczny o charakterze federacyjnym – Związek Australijski (Commonwealth of Australia). Tekst konstytucji został wypracowany w toku negocjacji między przedstawicielami kolonii, toczących się w latach 90. XIX wieku, a następnie zaakceptowany przez mieszkańców wszystkich kolonii w referendach (w niektórych koloniach pierwsze referendum nie dało wyniku pozytywnego, wobec czego w tekście dokonano poprawek i poddano go pod ponowne głosowanie, tym razem z powodzeniem). Ostatnim etapem było nadanie Australii konstytucji przez metropolię, co zostało dokonane poprzez ustawę o konstytucji Związku Australijskiego z 1900 roku (Commonwealth of Australia Constitution Act 1900), uchwaloną przez Parlament Wielkiej Brytanii i podpisaną przez królową Wiktorię. Australia Zachodnia jako jedyna z kolonii ostatecznie zaakceptowała w referendum tekst konstytucji już po jego uchwaleniu przez parlament w Londynie.
Nowo powstała federacja australijska posiadała bardzo szeroki zakres suwerenności wewnętrznej, jednak wciąż w mocy pozostawały elementy ustrojowe wskazujące na jej trwającą zależność od Wielkiej Brytanii (dotyczyło to zresztą również pozostałych dominiów brytyjskich). Trzema najważniejszymi takimi elementami były:
- możliwość stanowienia przez parlament brytyjski prawa o mocy rozciągającej się na Australię;
- pozostawienie Komitetu Sądowego Tajnej Rady w Londynie w roli najwyższej instancji odwoławczej w australijskim systemie sądownictwa;
- trwające uzależnienie od Wielkiej Brytanii w kwestiach polityki zagranicznej[6].

Z tego względu niektórzy politolodzy nie uznają Związku Australijskiego z 1901 roku za w pełni suwerenne państwo.

## Deklaracja Balfoura
W 1926 roku przywódcy dominiów oraz Wielkiej Brytanii zebrani na konferencji imperialnej w Londynie przyjęli raport komisji ekspertów kierowanej przez byłego premiera Wielkiej Brytanii, Arthura Balfoura. Dokument ten przeszedł do historii jako tzw. deklaracja Balfoura. Deklaracja uznawała metropolię i dominia za podmioty wzajemnie równe, tym samym postulując zniesienie jakiejkolwiek zależności w ich stosunkach. Początkowo deklaracja Balfoura nie została potwierdzona żadną oficjalną ustawą ani innym aktem prawnym.

## Statut Westminsterski
Deklaracja Balfoura stanowiła podstawę dla ustawy przyjętej przez parlament brytyjski w 1931 roku i znanej jako statut westminsterski. Wśród najważniejszych postanowień statutu znalazło się wyłączenie dominiów spod obowiązywania ustawy o ważności praw kolonialnych z 1865 roku (Colonial Laws Validity Act of 1865), na mocy której akt prawa ustanowionego przez parlament kolonii lub dominium mógł być uznany za nieważny, o ile pozostawał w sprzeczności z aktem parlamentu Wielkiej Brytanii.

## Ratyfikacja statutu westminsterskiego
Jest moim smutnym obowiązkiem poinformowanie państwa, że w wyniku wypowiedzenia wojny Niemcom przez Wielką Brytanię, także Australia znajduje się w stanie wojny

Na życzenie władz Australii i Nowej Zelandii, w tekście statutu westminsterskiego znalazło się zastrzeżenie, iż wejdzie on w życie wobec tych dominiów dopiero po ratyfikacji statutu przez uprawnione organy tych dominiów. Do czasu ratyfikacji, obowiązywać miały (przynajmniej formalnie) dotychczasowe zasady. Kiedy we wrześniu 1939 roku, Wielka Brytania wypowiedziała wojnę Niemcom (a później w 1940 roku wypowiedziała wojnę Włochom), rząd Australii przyjął, że w sposób automatyczny również znalazła się w stanie wojny. Z drugiej strony dominia Kanady i Związku Południowej Afryki, wobec których statut westminsterski obowiązywał od chwili uchwalenia (wobec braku wymogu ratyfikacji przez te państwa), w obu przypadkach wypowiedziały wojnę niezależnie od Wielkiej Brytanii.
Ale już w 1941 rząd Australii wypowiedział wojnę Finlandii, Rumunii, Węgrom i Japonii niezależnie od Wielkiej Brytanii.
Ustawa o przyjęciu statutu westminsterskiego (Statute of Westminster Adoption Act) została uchwalona przez australijski parlament federalny dopiero w 1942 roku, choć retroaktywnie nadano jej moc obowiązującą od 1939 roku. Dopiero w tym momencie można mówić o zaniku wszelkich ograniczeń kompetencyjnych australijskiego parlamentu, a zatem o pełnej suwerenności Australii, z wyjątkiem kwestii sądownictwa.

## Australia Act(s)
Za ostatni etap uniezależniania się Australii od swej dawnej metropolii kolonialnej uznaje się moment niemal równoczesnego przyjęcia przez parlamenty brytyjski i australijski ustaw noszących taki sam tytuł – Australia Act, czyli po prostu „ustawa o Australii” – i zawierających podobne i uzupełniające się wzajemnie postanowienia, co miało miejsce w roku 1986. Ustawy te zlikwidowały ostatnie więzy łączące systemy sądownicze i prawne obu państw, w szczególności uniemożliwiły odwoływanie się od decyzji australijskich sądów do Komitetu Sądowego Tajnej Rady w Londynie. Tym samym Sąd Najwyższy Australii stał się ostateczną i najwyższą instancją sądowniczą w systemie prawnym Australii.

## Constitutional Commision
Komisja Konstytucyjna, która obradowała w 1988 roku, jako jedno z postawionych zadań miała zbadać zgodność Konstytucji Australii ze statusem Australii jako niezależnego państwa („To inquire into and report, on or before 30 June 1988, on the revision of the Australian Constitution to: (a) adequately reflect Australia’s status as an independent nation and a Federal Parliamentary democracy”). Według oficjalnego raportu Komisji, Australia stała się w pełni niezależnym państwem pomiędzy 1926 a zakończeniem II wojny światowej.